# Judy
Judy és un biopic dramàtic de 2019 sobre la cantant i actriu estatunidenca Judy Garland. La pel·lícula està dirigida per Rupert Goold i protagonitzada per Renée Zellweger com Garland, amb Jessie Buckley, Finn Wittrock, Rufus Sewell i Michael Gambon en papers secundaris.
La pel·lícula segueix la carrera de Judy Garland durant l'últim any de la seva vida quan va traslladar la seva feina en l'escenari a Gran Bretanya. Després d'un èxit inicial per a una sèrie de concerts amb entrades exhaurides en el Talk of the Town a Londres, els seu treball deixa de progressar i fins i tot comença a empitjorar a causa de problemes de salut.
La pel·lícula es va estrenar en el Festival de Cinema de Telluride el 30 d'agost de 2019 Va rebre opinions positives de la crítica i l'actuació de Zellweger va ser aclamada universalment. Per la seva actuació, l'actriu ha rebut diverses nominacions a premis, incloent el Globus d'Or, el del Sindicat d'Actors de Cinema, el Satellite i l'Oscar a la millor actriu.

## Sinopsi
Durant l'hivern de 1968, trenta anys després de protagonitzar El màgic d'Oz, la llegenda del cinema Judy Garland arriba a Londres per donar una sèrie de concerts. Les entrades s'esgoten a causa de la quantitat de persones que es dirigeixen a veure-la. Quan Judy decideix prepar-se per pujar a l'escenari, li tornen diversos fantasmes de Hollywood que la van turmentar en la seva joventut. Després, es van succeint una sèrie d'esdeveniments abans de la seva mort.

## Repartiment
- Renée Zellweger com Judy Garland

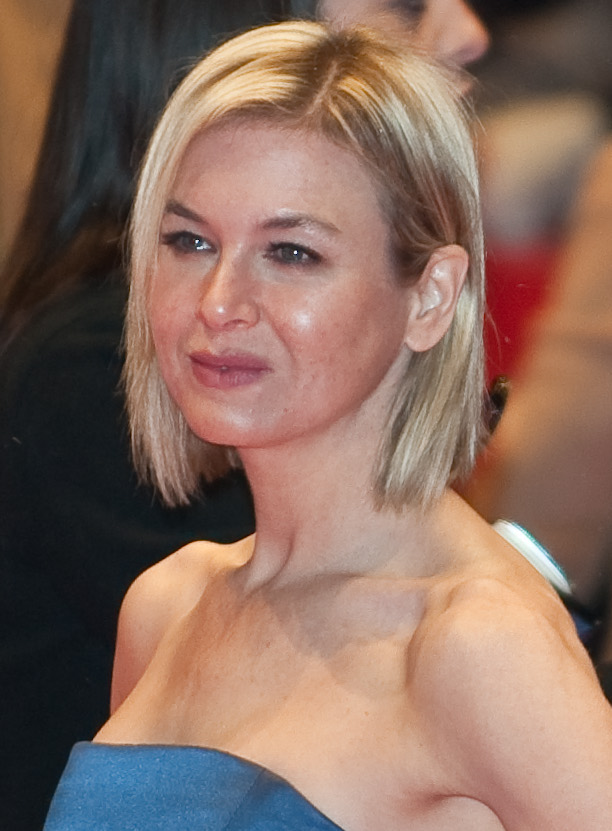
Renée Zellweger interpreta Judy Garland amb un paper aclamat per la crítica.

- Darci Shaw com Judy Garland de jove
- Finn Wittrock com Mickey Deans
- Rufus Sewell com Sidney Luft
- Michael Gambon com Bernard Delfont
- Jessie Buckley com Rosalyn Wilder
- Richard Cordery com Louis B. Mayer
- Bella Ramsey com Lorna Luft
- Royce Pierreson com Burt
- Andy Nyman com Dan
- Daniel Cerqueira com Stan
- Arthur McBain com Askith
- John Dagleish com Lonnie Donegan
- Gemma-Leah Devereux com a Liza Minnelli
- David Rubin com Noel
- Lewin Lloyd com Joey Luft
- Fenella Woolgar com Margaret Hamilton
- Gus Barry com Mickey Rooney

## Producció
El rodatge va començar el 19 de març de 2018, a Londres. Entre els escenaris on es va rodar hi ha els estudis West London Film Studios i l'Imperi Hackney. Judy és una coproducció entre el Regne Unit, els Estats Units i França, amb la participació de Pathé.

## Recepció

### Taquilla
A partir del 2 de gener de 2020, Judy ha recaptat 24 milions de $ als Estats Units i el Canadà, i 13.7 milions $ en altres territoris, per a un total mundial de 37.7 milions $.
La pel·lícula va guanyar 2.9 milions $ en el seu primer cap de setmana, de 461 sales, acabant setena en la taquilla. El 60 % del seu públic era femení, mentre que el 79 % tenia més de 35 anys. Es va difondre a 1,458 sales el següent cap de setmana i va guanyar 4.4 milions de $ quedant en el setè lloc.

### Crítica
En el lloc web del agregador de ressenyes Rotten Tomatoes, la pel·lícula té una qualificació d'aprovació del 83 % basada en 280 ressenyes, amb una qualificació mitjana de 7.01 / 10. El consens de la crítica del lloc web diu: "Dirigida per una actuació profundament compromesa de Renée Zellweger, Judy captura els dies minvants d'una estimada intèrpret amb clara compassió". A Metacritic, té un puntaje mitjana ponderada de 66 de 100, basat en 45 crítiques, la qual cosa indica "revisions generalment favorables". El públic enquestat per CinemaScore li va donar a la pel·lícula una qualificació faig una mitjana de "A–" en una escala d'A + a F.
Peter Travers de Rolling Stone va qualificar la interpretació de Zellweger de Judy Garland com "l'actuació de l'any", mentre que Zoe Gahan de Vanity Fair va escriure "una actuació estel·lar que calciga l'escenari. És difícil saber on es deté Garland i on comença Zellweger. .. Veu a veure aquesta pel·lícula. Riu-te i plora, crida: ella mereix cada llàgrima ". Eric Kohn de IndieWire li va donar a la pel·lícula una "C", afirmant que "Zellweger habita el paper del ícono musical fastiguejat i que busca l'ànima raonablement bé dins d'una saga trista i poc notable que la troba bregant amb el seu passat, lluitant amb la píndola addiccions i una família trencada. És una història familiar que Judy lluita per refrescar-se, almenys fins que Zellweger pren el micròfon ".
Mónica Castillo de Rogerebert.com li va donar a la pel·lícula dues de quatre estels; encara que va elogiar com la pel·lícula va contextualitzar la infància abusiva de Garland, va criticar la direcció de Goold i l'actuació de Zellweger, afirmant que "hi ha punts en la pel·lícula en els quals els modals afectats de Zellweger es tornen massa afectades i eclipsen tota la resta al seu al voltant ... Per més que ho intenti, Judy de Zellweger mai va més enllà d'una impressió de l'artista amb múltiples talents; la seva versió d'actuació en majúscules no permet que el paper se senti natural ".
| Premi de lliurament                               | Data de cerimònia      | Categoria                        | Nominat/a                 | Resultat   | Ref.          |
| ------------------------------------------------- | ---------------------- | -------------------------------- | ------------------------- | ---------- | ------------- |
| Premis AACTA                                      | 3 de gener de 2020     | Millor actriu                    | Renée Zellweger           | Nominada   | [ 13 ]        |
| AARP's Movies For Grownups Awards                 | 11 de gener 2020       | Millor actriu                    | Renée Zellweger           | Guanyadora | [ 14 ] [ 15 ] |
| AARP's Movies For Grownups Awards                 | 11 de gener 2020       | Millor càpsula del temps         | Judy                      | Nominada   | [ 14 ] [ 15 ] |
| Atlanta Film Critics Circle                       | 2 de Desembre de 2019  | Millor actriu principal          | Renée Zellweger           | Guanyadora | [ 16 ]        |
| Premis BAFTA                                      | 2 de febrer de 2020    | Millor actriu                    | Renée Zellweger           | Pendent    |               |
| Premis BAFTA                                      | 2 de febrer de 2020    | Millor disseny de vestuari       | Jany Temime               | Pendent    |               |
| Premis BAFTA                                      | 2 de febrer de 2020    | Millor maquillatge i perruqueria | Jeremy Woodhead           | Pendent    |               |
| British Independent Film Awards                   | 1 de desembre de 2019  | Millor actriu                    | Renée Zellweger           | Guanyadora | [ 17 ]        |
| British Independent Film Awards                   | 1 de desembre de 2019  | Millor fotografia                | Ole Bratt Birkeland       | Nominada   | [ 17 ]        |
| British Independent Film Awards                   | 1 de desembre de 2019  | Millor disseny de vestuari       | Jany Temime               | Nominada   | [ 17 ]        |
| British Independent Film Awards                   | 1 de desembre de 2019  | Millor maquillatge i perruqueria | Jeremy Woodhead           | Guanyadora | [ 17 ]        |
| British Independent Film Awards                   | 1 de desembre de 2019  | Millor disseny de producció      | Kave Quinn                | Nominada   | [ 17 ]        |
| Casting Society of America                        | 30 de gener de 2020    | Estudi o independent – Drama     | Fiona Weir i Alice Searby | Pendent    | [ 18 ]        |
| Premis de la Crítica Cinematogràfica              | 12 de gener de 2020    | Millor actriu                    | Renée Zellweger           | Guanyadora | [ 19 ]        |
| Premis de la Crítica Cinematogràfica              | 12 de gener de 2020    | Millor maquillatge i perruqueria | Judy                      | Nominada   | [ 19 ]        |
| Detroit Film Critics Society                      | 9 de desembre de 2019  | Millor actriu                    | Renée Zellweger           | Nominada   |               |
| Detroit Film Critics Society                      | 9 de desembre de 2019  | Artista revolucionària           | Jessie Buckley            | Nominada   |               |
| Premis Globus d'Or                                | 5 de gener de 2020     | Millor actriu dramàtica          | Renée Zellweger           | Guanyadora |               |
| Hollywood Critics Association                     | 9 de gener de 2020     | Millor actriu                    | Renée Zellweger           | Nominada   | [ 20 ]        |
| Hollywood Critics Association                     | 9 de gener de 2020     | Millor maquillatge i perruqueria | Judy                      | Nominada   | [ 20 ]        |
| Hollywood Film Awards                             | 3 de novembre de 2019  | Millor actriu de Hollywood       | Renée Zellweger           | Guanyadora | [ 21 ]        |
| Premis Independent Spirit                         | 8 de febrer de 2020    | Millor actriu principal          | Renée Zellweger           | Pendent    | [ 22 ]        |
| National Board of Review                          | 8 de gener de 2020     | Top 10 pel·lícules independents  | Judy                      | Guanyadora |               |
| National Board of Review                          | 8 de gener de 2020     | Millor actriu                    | Renée Zellweger           | Guanyadora |               |
| Palm Springs International Film Festival          | 2 de gener de 2020     | Desert Palm Achievement Award    | Renée Zellweger           | Guanyadora | [ 23 ]        |
| San Diego Film Critics Society                    | 19 de desembre de 2019 | Millor actriu                    | Renée Zellweger           | Finalista  |               |
| San Diego Film Critics Society                    | 19 de desembre de 2019 | Artista revolucionari            | Jessie Buckley            | Nominada   |               |
| Santa Barbara International Film Festival         | 16 de gener de 2020    | Premi rivera americana           | Renée Zellweger           | Guanyadora | [ 24 ]        |
| Premis Satellite                                  | 19 de desembre de 2019 | Millor actriu de drama           | Renée Zellweger           | Nominada   | [ 25 ]        |
| Premis Satellite                                  | 19 de desembre de 2019 | Millor disseny de vestuari       | Jany Temime               | Nominada   | [ 25 ]        |
| Premi del Sindicat d'Actors de Cinema             | 16 de gener de 2020    | Millor actriu principal          | Renée Zellweger           | Pendent    |               |
| Saint Louis Film Critics Association              | 15 de desembre de 2019 | Millor actriu                    | Renée Zellweger           | Nominada   |               |
| Washington D. de C. Area Film Critics Association | 8 de desembre de 2019  | Millor actriu                    | Renée Zellweger           | Nominada   |               |
| Atlanta Film Critics Circle                       | 2019                   | Millor actriu                    | Renée Zellweger           | Guanyadora |               |
| Las Vegas Film Critics Society Awards             | 2019                   | Millor actriu                    | Renée Zellweger           | Guanyadora |               |
| Phoenix Film Critics Society Awards               | 2019                   | Millor actriu                    | Renée Zellweger           | Guanyadora |               |
| Seattle Film Critics Awards                       | 2019                   | Millor actriu                    | Renée Zellweger           | Nominada   |               |
| Oscar                                             | 9 de febrer de 2020    | Millor actriu                    | Renée Zellweger           | Pendent    | [ 26 ]        |
| Oscar                                             | 9 de febrer de 2020    | Millor maquillatge i perruqueria | Jeremy Woodhead           | Pendent    | [ 26 ]        |